# カシアス包囲戦
カシアス包囲戦（カシアスほういせん、ポルトガル語: Cerco de Caxias）はブラジル独立戦争中、ジョゼ・ペレイラ・フィルゲイラス率いるブラジル帝国軍がマラニョン州のカシアス市を包囲した戦闘。守備軍の指揮官はジョアン・ジョゼ・ダ・クーニャ・フィディエ。包囲は1823年5月23日から7月31日まで続いた。7月17日から19日までの戦闘でポルトガル軍の人数が大幅に減ったため、ポルトガル軍が降伏した。この降伏がマラニョン州におけるポルトガル軍の総崩れの始まりとなった。